# Las Trojes, Oaxaca
Las Trojes är en ort i Mexiko.   Den ligger i kommunen Santiago Ixtayutla och delstaten Oaxaca, i den sydöstra delen av landet, 400 km söder om huvudstaden Mexico City. Las Trojes ligger 889 meter över havet och antalet invånare är 301.
Terrängen runt Las Trojes är bergig åt nordväst, men åt sydost är den kuperad. Runt Las Trojes är det glesbefolkat, med 17 invånare per kvadratkilometer. Närmaste större samhälle är Llano Nuevo, 14,5 km nordost om Las Trojes. I omgivningarna runt Las Trojes växer huvudsakligen savannskog.